# Arisaema monophyllum
Arisaema monophyllum är en kallaväxtart som beskrevs av Takenoshin Nakai. Arisaema monophyllum ingår i släktet Arisaema och familjen kallaväxter.

## Underarter
Arten delas in i följande underarter:
- A. m. atrolinguum
- A. m. monophyllum